# Otok s blagom
Otok s blagom (eng. Treasure Island) je pustolovni roman škotskog književnika Roberta Louisa Stevensona. Stevenson je roman napisao pod nazivom Brodski kuhar (The Sea Cook), ali je izdan 1883. pod nazivom Otok s blagom. S vremenom je roman stekao veliku popularnost, postavši izvor velikog dijela suvremenog prikaza pirata.

## Radnja
Jim Hawkins je sin vlasika prenoćišta Admiral Benbow gdje odsjedne tajanstveni mornar Billy Bones. Nakon njegove tajanstvene smrti, Jim u njegovom kovčegu pronalazi kartu otoka sa skrivenim blagom. Ubrzo potom, praćen prijateljima, odlučuje odjedriti u potragu za blagom legendarnog piratskog kapetana Flinta. Jim i družina se ukrcavaju na brod Hispaniola, no nakon kratkog vremena otkrivaju da većinu posade čine krvožedni pirati, predvođeni Dugim Johnom Silverom, koji blago želi samo za sebe. Jim i njegovi prijatelji moraju pobijediti Silvera i njegove ljude, kako bi se izborili za basnoslovno blago.

## Likovi
- Jim Hawkins - sin vlasnika prenoćišta Admiral Benbow, u škrinji svog gosta pronalazi kartu otoka na kojem je zakopano blago legendarnog kapetana Flinta.
- Dugi John Silver - bivši vođa palube na Moržu, Flintovom piratskom brodu, sada vođa pobunjenika na Hispanioli koji se želi dokopati Flintova blaga. Nema lijevu nogu koju je izgubio u topovskoj paljbi.
- Trelawney - vlastelin Jimova okruga. Financira ekspediciju na otok s blagom.
- Billy Bones - nekada prvi časnik na Flintovu brodu. Flint mu je na samrti dao kartu otoka s blagom, što ga je učinilo metom za sve njegove bivše brodske kolege.
- Alexander Smollet - kapetan broda Hispaniola.
- Doktor Livesey - liječnik u Jimovom okrugu. Pridružuje se ekspediciji nakon pronalaska karte s blagom.
- Slijepi Pew - nekada pirat u Flintovoj posadi. Izgubio je vid u istoj borbi u kojoj je Silver izgubio nogu.
- Ben Gunn - nekada pirat u Flintovoj posadi. Prisilno je iskrcan na otoku s blagom nakon nespješne potrage za blagom.
- Crno pseto - nekada pirat u Flintovoj posadi. Nema dva prsta na lijevoj ruci.
- J. Flint - kapetan piratskog broda Morž.  Najzloglasniji pirat na svim svjetskim morima, negdje prije 1750. zakopao je svoje blago na pustom otoku i umro u Savanni. Kada radnja romana počinje, Flint je već mrtav, ali ga se više puta spominje. Silver je po njemu svoju papigu nazvao kapetan Flint.